# ديف شابمان
ديف شابمان (بالإنجليزية: Dave Chapman) هو منافس ألعاب قوى بريطاني، ولد في 21 أغسطس 1936.

## وصلات خارجية
- ديف شابمان على موقع أوليمبيديا (الإنجليزية)